# Сандавімала II
Сандавімала II (*бірм. ဒုတိယ စန္ဒာဝိမလရာဇာ, 1731 — після 1777) — володар М'яу-У в квітні—червні 1777 року.

## Життєпис
Походив з роду сановників. Спочатку звався По Шве. Був міністром за панування Сандатхумани, але про його діяльність обмаль відомостей. 1774 року володар стикнувся з потужним повстанням на важливому острові Рамрі. Поступово виникло декілько місць повстань.
1775 року головнокомандувач Ананта Тірік'явтіна зазнав тяжкої поразки,а 1777 року той помер після остаточної поразки, що викликало паніку Сандатхумани, який залишив свою столицю. 1777 року По Шве сам очолив повстання, зайнявши невдовзі столицю. Невдовзі наказав схопити   колишнього володаря та змусив того стати ченцем в храмі Шитхаун. За цим прийняв тронне ім'я Сандавімала II.
Через сорок днів до столиці підійшов інший лідер повстанців Аун Сон з армією. Сандавімала II зазнав тяжкої поразки,післячоговтік до храму Шитхаун, де зрікся трону й став ченцем. Подальша доля його не відома.